# تاکسیلا
تکسیلا یا تکشَشیلا (به سانسکریت:  तक्षशिला Takṣaśilā)، (به اردو: ٹیکسلا)، (به پالی: Takkasilā) نام مکان باستان‌شناختی مهم در هند باستان و پاکستان کنونی است. تاکسیلا دربردارندهٔ ویرانه‌های شهر گندارهای تاکشاشیلا است که مرکز مهم ودایی-هندو و بودایی میان سدهٔ ششم میلادی تا سدهٔ پنجم پس از میلاد بوده‌است. در سال ۱۹۸۰ تاکسیلا به فهرست میراث جهانی یونسکو افزوده شد.
از دید تاریخی تاکسیلا در تقاطع سه راه مهم داد و ستد جای گرفته بود؛ راه بزرگ شاهی پاتالی‌پوترا از شمال باختری به سوی بلخ و پیشاور و راه کشمیر و آسیای میانه از سوی سرینگر و مانسهرا و درهٔ هریپور از میان گذرگاه خنجراب به جاده ابریشم.
تاکسیلا امرزه در ۳۵ کیلومتری باختر محدودهٔ اسلام‌آباد و شمال باختری راولپندی در پنجاب می‌باشد.

## تاریخچه
در ۵۱۸ (پیش از میلاد) داریوش بزرگ تاکسیلا را به مرزهای هخامنشی افزود. در ۳۲۶ (پیش از میلاد) اسکندر مقدونی آمبهی پادشه تاکسیلا را به زیر فرمان خود درآورد. در ۳۲۱ (پیش از میلاد) چندره‌گوپتا مئوریه تاکسیلا را نیز به امپراتوری خود افزود. گندوفارس (گندفر) که یکی از فرماندهان پارتی بود و حکومت و پادشاهی هندی –پارتی (اشکانیان هند) را در سرزمین‌های افغانستان و پاکستان و شمال هند امروزی ایجاد نمود و شهر تاکسیلا را مرکز حکومت خود قرارداده بود.

## نگارخانه

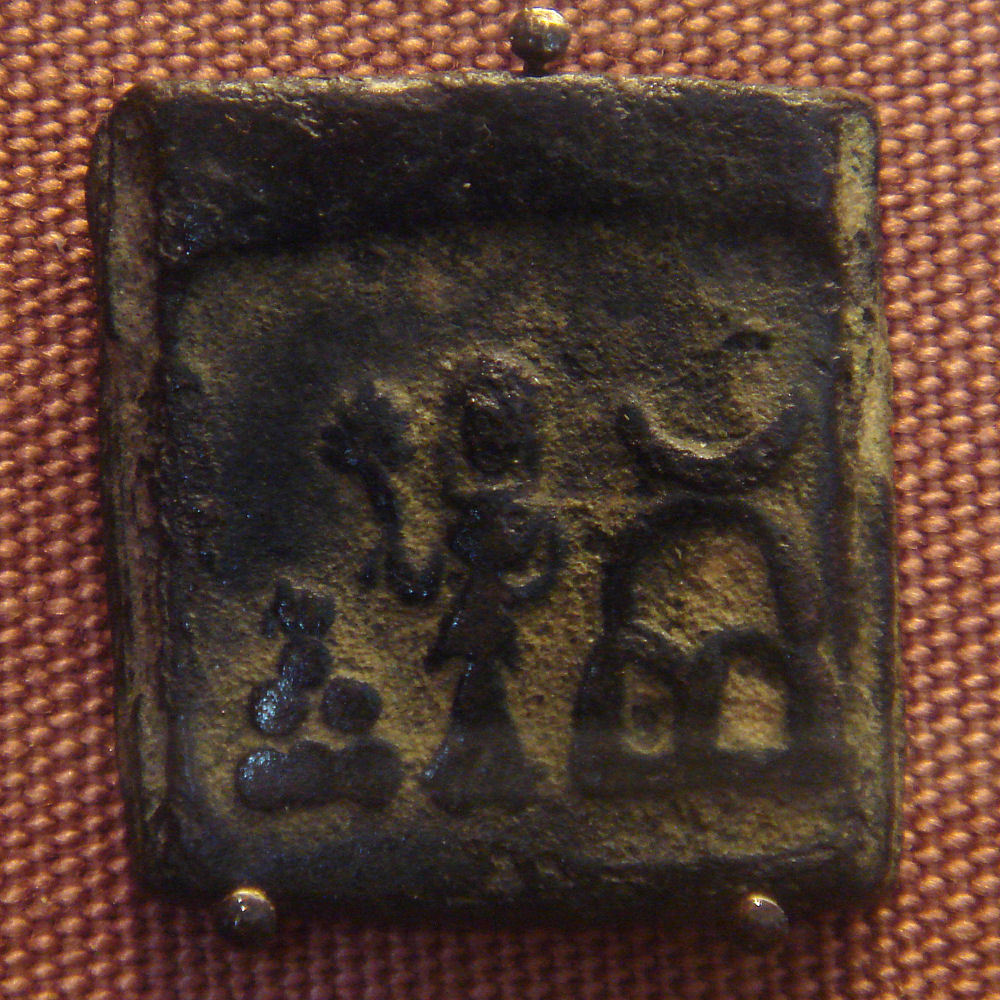
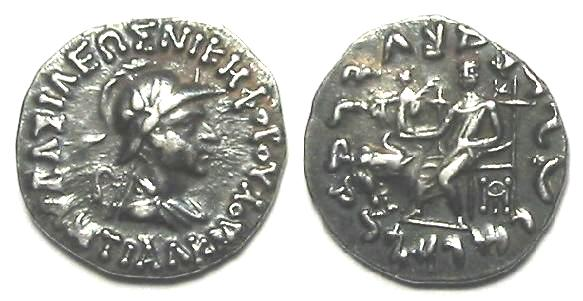
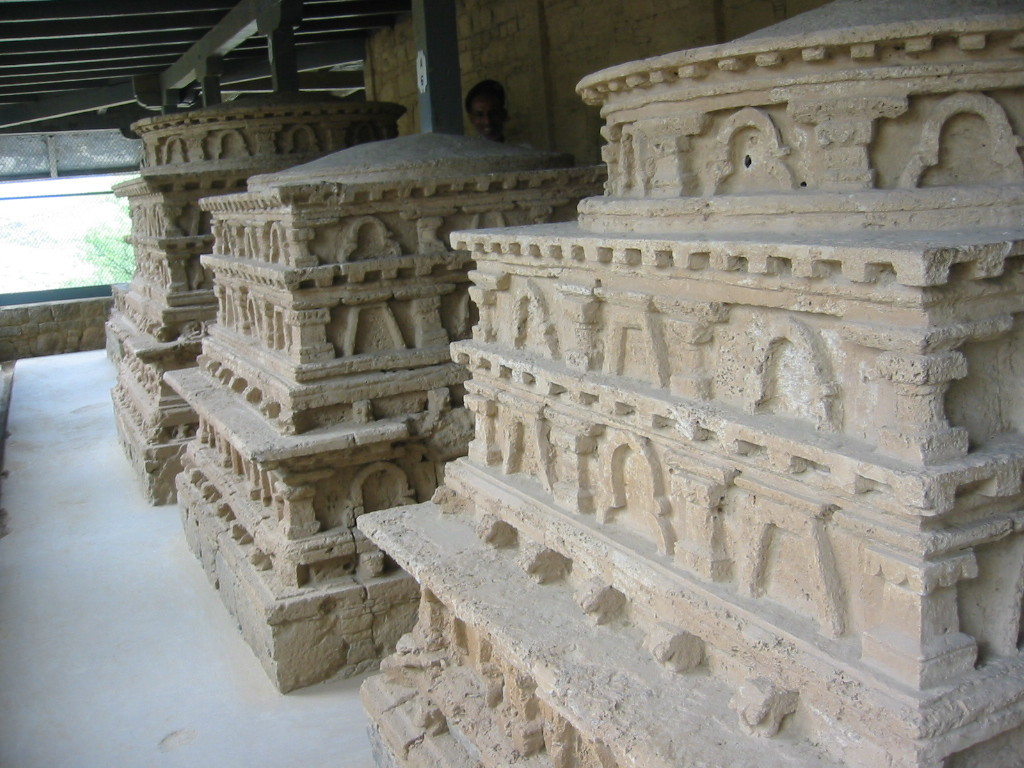
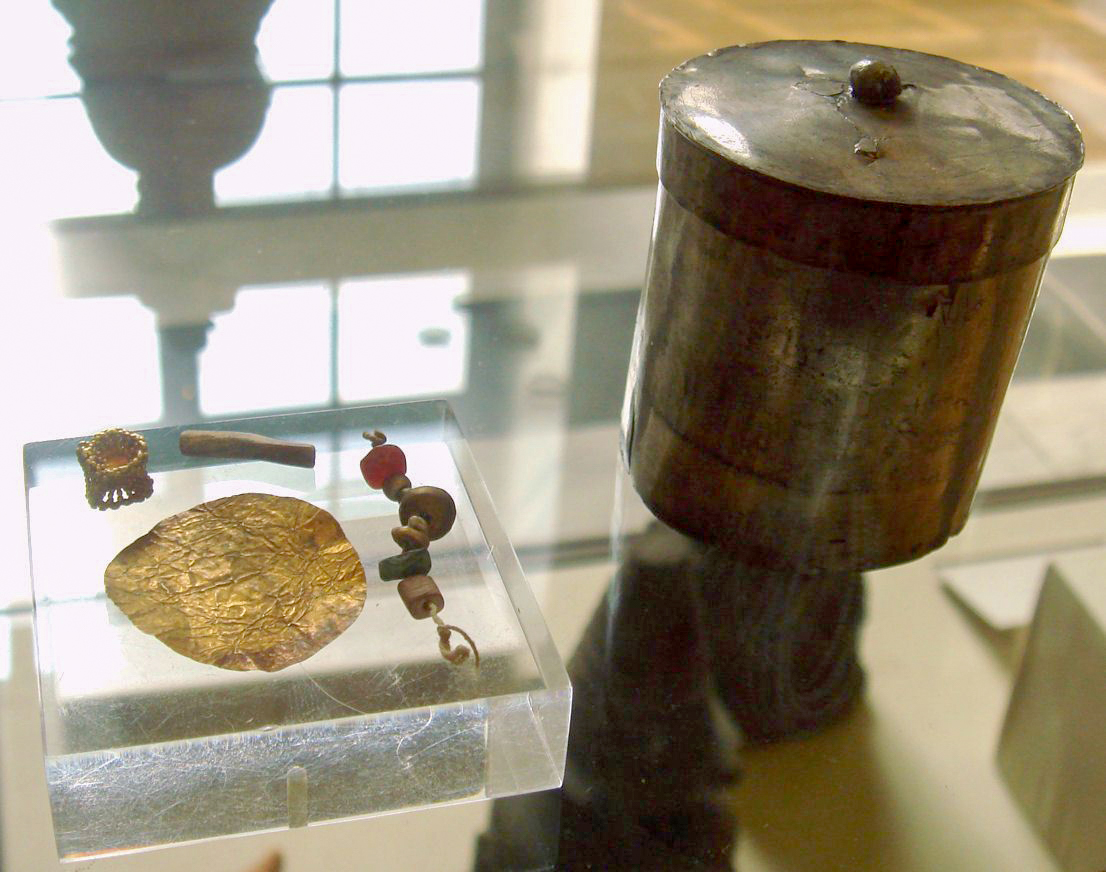
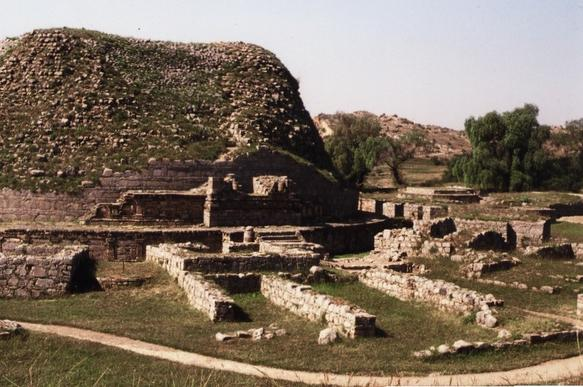
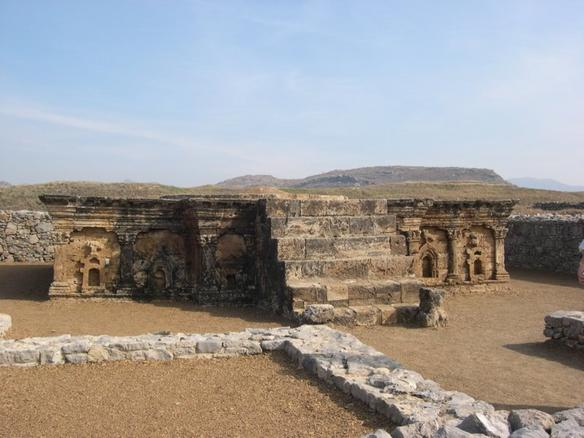
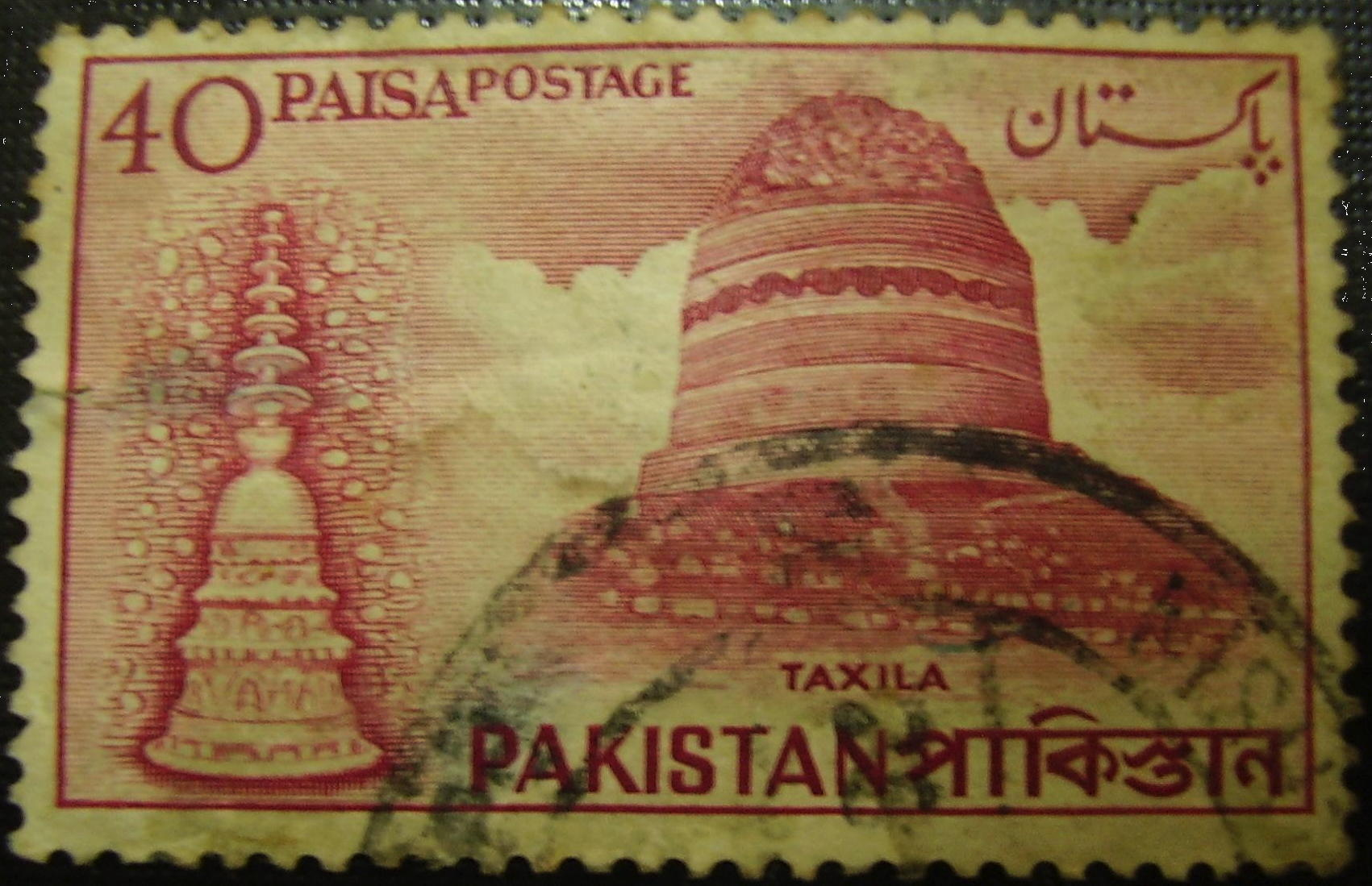
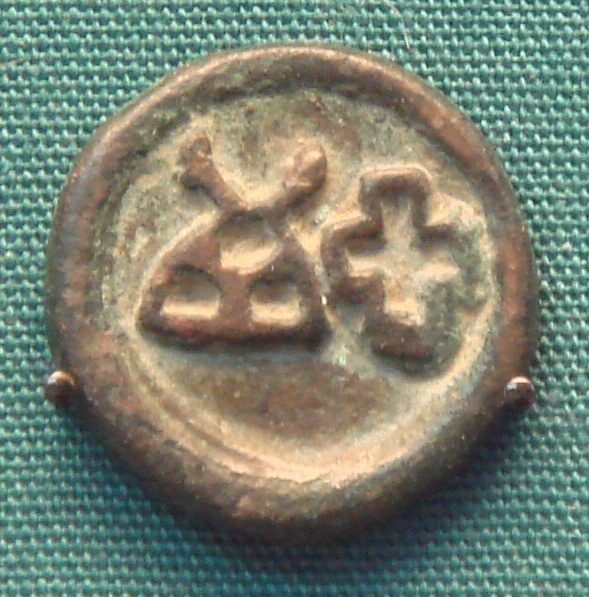